# 石油圈閉
石油圈閉（英語：petroleum traps），或稱為油封閉，是具备捕获分散烃类形成油气聚集的地層空间，由储集层、盖层、阻止油气继续运移的遮挡物組成，一旦有足够数量的油气进入圈闭便可形成油气藏。圈閉有兩種類型：地層圈閉或構造圈閉。構造圈閉是最重要的圈閉類型。

## 种类

斷層圈閉

背斜圈閉

鹽丘圈閉

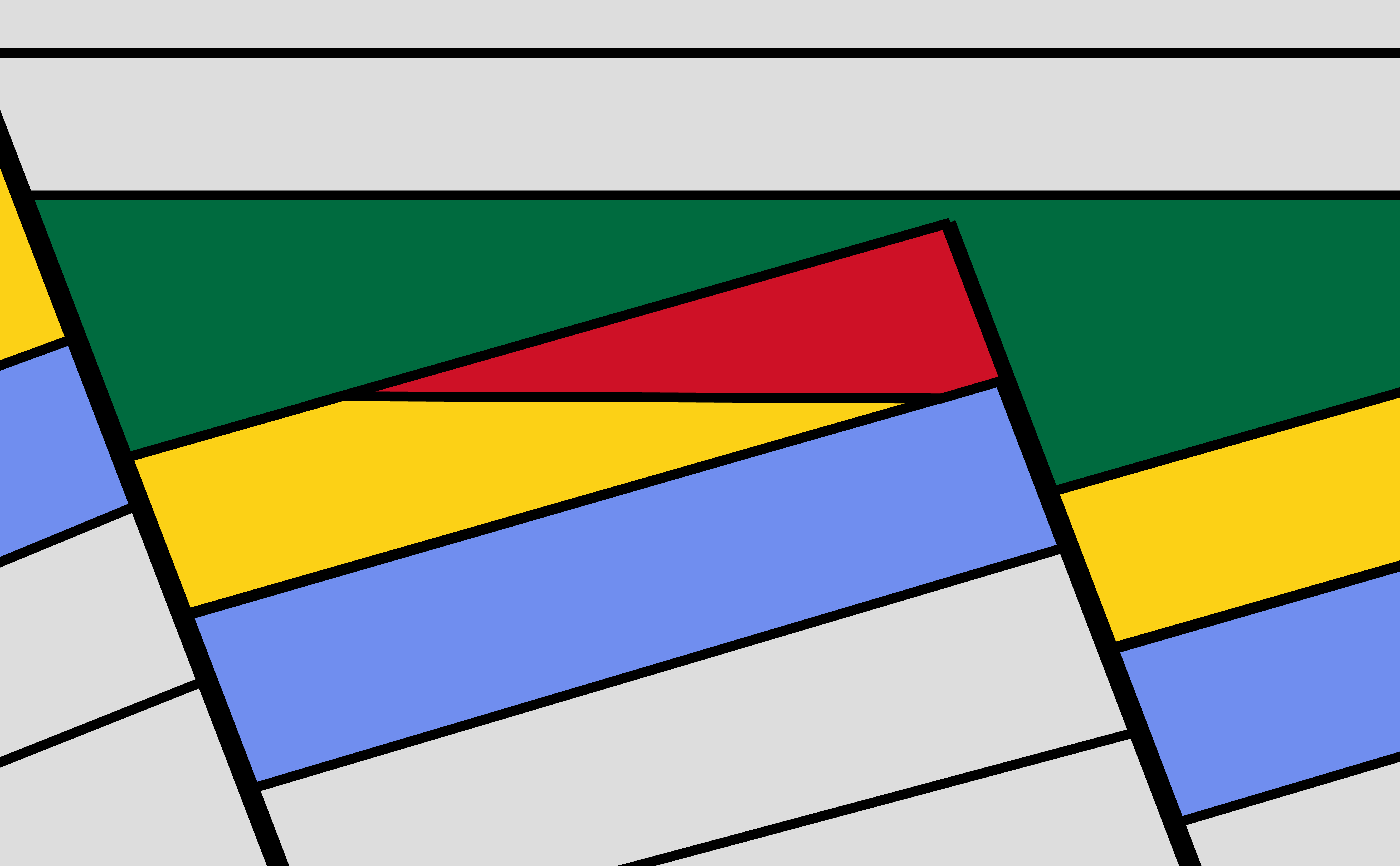
混合圈閉由泥岩覆蓋在傾斜斷塊之上

### 構造圈閉
是一種由構造、底闢、重力和壓實過程導致的地下構造 。
- 背斜圈閉：背斜圈閉是地層被擠壓形成圓頂狀的構造。在這個圓頂構造中必須有一層不透水的岩層。碳氫化合物會往高處儲層積聚，直到圓頂構造被填充到溢出點（英語：spill point）[5]。

- 斷層圈閉：是由可滲透和不可滲透的岩石層隔著斷層面錯開形成的。斷層可使具滲透性的儲層岩與不可滲透的岩石隔斷層面相鄰，從而阻止了碳氫化合物的進一步遷移。若沿著斷層表面，斷層面因摩擦而產生有一層不透水物質（例如粘土），也能阻止碳氫化合物的遷移。 這被稱為粘土塗片（英語：clay smear）[6]。

### 地層圈閉
是因爲傾斜儲層的尖滅而造成的圈閉。通常與不整合面相連。
- 鹽丘圈閉：鹽丘因浮力而上湧被推到地表。其周圍岩層亦被擡升造成傾斜。鹽是不滲透的，當它穿過一層可滲透的岩石時，會封閉碳氫化合物在其中的遷移[8]。

### 混合圈閉
是多種類型圈閉的組合。